# Mehmet Ali Şahin
Mehmet Ali Şahin (ur. 16 września 1950 w Ekinciku w prowincji Karabük) – turecki polityk, prawnik i samorządowiec, deputowany, minister i wicepremier, przewodniczący Wielkiego Zgromadzenia Narodowego Turcji w latach 2009–2011.

## Życiorys
Ukończył studia prawnicze na Uniwersytecie Stambulskim, po czym podjął praktykę w zawodzie prawnika. W 1994 objął stanowisko burmistrza stambulskiego dystryktu Fatih. Był związany z Partią Dobrobytu Necmettina Erbakana, z ramienia której w 1995 został wybrany na deputowanego. Jego partia została rozwiązana decyzją Trybunału Konstytucyjnego, Mehmet Ali Şahin wstąpił do Partii Cnoty. Jako jej kandydat w 1999 ponownie dostał się do parlamentu.
Ugrupowanie to również zostało zdelegalizowane przez Trybunał Konstytucyjny. W 2001 Mehmet Ali Şahin znalazł się wśród założycieli Partii Sprawiedliwości i Rozwoju. Z listy AKP z powodzeniem ubiegał się o poselską reelekcję w wyborach w 2002, 2007 i 2011. Nie znalazł się w parlamencie wybranym w czerwcu 2015 (partia nie umieściła wówczas na listach wyborczych osób, które dotąd trzykrotnie z jej ramienia uzyskiwały mandat); powrócił do niego jednak po kolejnych wyborach z listopada 2015, wykonując mandat deputowanego do 2018. Od listopada 2002 do sierpnia 2007 był wicepremierem i ministrem stanu w rządach, którymi kierowali Abdullah Gül oraz Recep Tayyip Erdoğan. Następnie do maja 2009 sprawował urząd ministra sprawiedliwości w kolejnym gabinecie drugiego z nich. W sierpniu 2009 został przewodniczącym Wielkiego Zgromadzenia Narodowego Turcji, tureckim parlamentem kierował do 2011.